# Зоомагазин

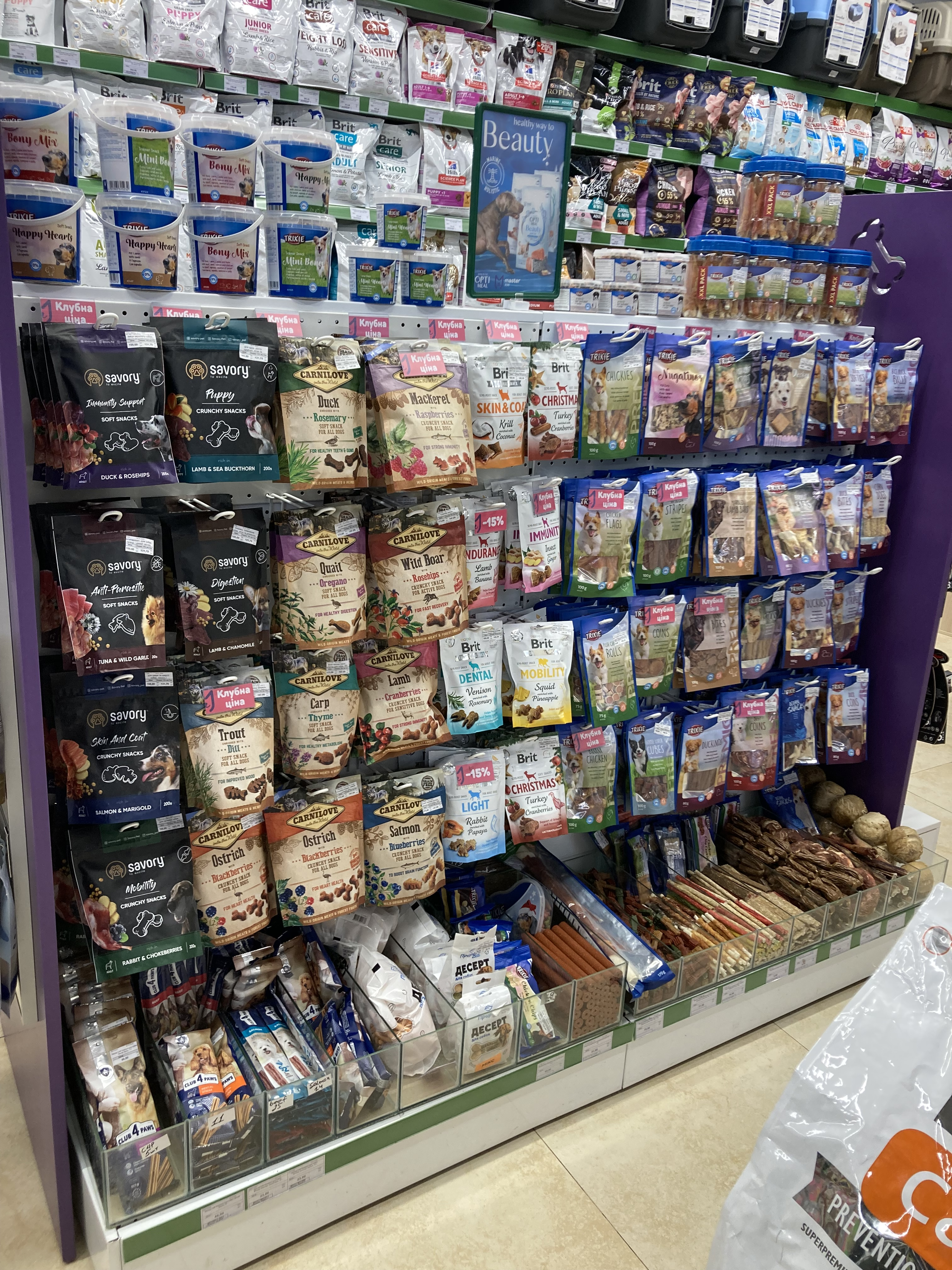
Зоомагазин в Україні

Зоомагазин, або зоокрамниця — магазин для продажу тварин. Також в зоомагазинах продається харчування для тварин, клітки, акваріуми, різні аксесуари.
Як правило, в зоомагазинах продаються акваріумні рибки, невеликі птахи на кшталт хвилястих папужок, гризуни подібні до ручних пацюків або хом'яків, іноді рептилії — маленькі ящірки і змії. Іноді продаються також миші або рибки, призначені на корм домашнім рептиліям. Як правило, в зоомагазинах не продаються домашні кішки і собаки; нечасто там можна зустріти й екзотичних домашніх тварин, на зразок поссумів або великих папуг. Нині набули поширення інтернет зоомагазини. Це аналог звичайного зоомагазину з можливістю замовити товари для тварин через сайт з доставкою додому.